# Agalychnis annae
Espèce
Synonymes
- Phyllomedusa annae Duellman, 1963

Statut de conservation UICN

 EN B1ab(iii) : En danger
Statut CITES
Agalychnis annae est une espèce d'amphibiens de la famille des Phyllomedusidae.

## Répartition

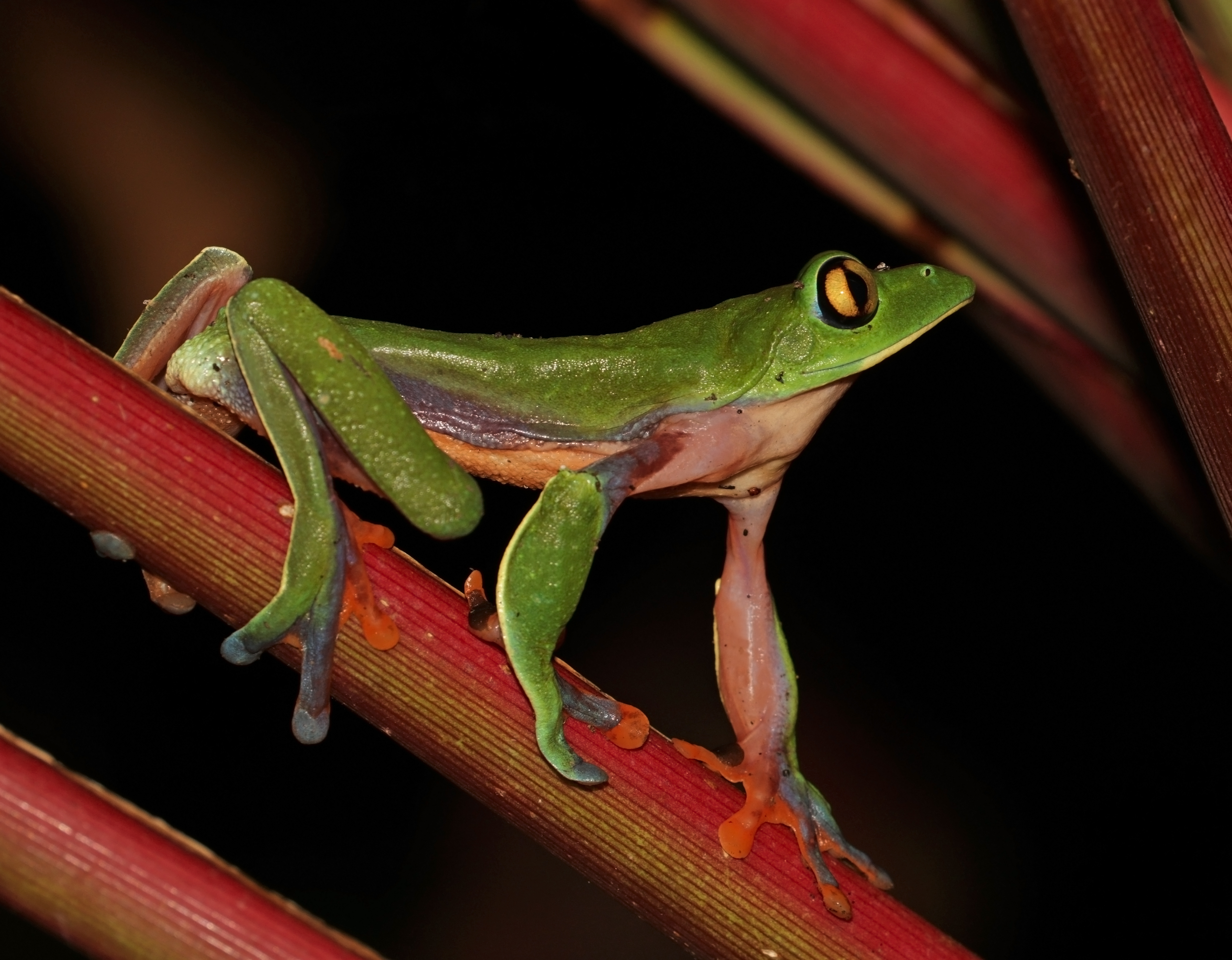
Grenouille de l'espèce Agalychnis annae, endémique du Costa Rica.

Cette espèce est endémique du Costa Rica. Elle se rencontre de 780 à 1 650 m d'altitude dans les cordillères de Talamanca, de Tilarán et Centrale.

## Description
Les mâles mesurent jusqu'à 73,9 mm et les femelles jusqu'à 84,2 mm.

## Étymologie
Cette espèce est nommée en l'honneur d'Ann S. Duellman, l'épouse de William Edward Duellman qui a découvert l'holotype.

## Publication originale
- (en) Duellman, 1963 : A new species of tree frog, genus Phyllomedusa, from Costa Rica, Revista de Biología Tropical, vol. 11, no 1, p. 1-23 (texte intégral).